# Джек Строу
Джек Строу (також Джек Стро або Джек-Соломинка; англ. Jack Straw; помер у червні 1381, Лондон, Королівство Англія) — один з лідерів селянського повстання в Англії у 1381 році (поряд з Вотом Тайлером і Джоном Боллом). Очолив натовп повстанців в Ессексі та повів його на Лондон; там зустрівся з королем Річардом II, якому виклав свої вимоги. Після розгрому повстання його стратили. В історіографії існує думка, що це вигаданий персонаж.

## Біографія
Про життя Джека Строу до повстання майже нічого не відомо. Ім'я Straw з англійської означає солому, і це може вказувати на професію покрівельника; згідно з Томасом Волсінгемом, Строу був священником, за версією деяких учених — мандрівним проповідником. На початку літа 1381 року, коли весь південний схід Англії охопило селянське повстання, викликане посиленням податкового гніту, Джек приєднався до цього руху. Відомо, що він став на чолі натовпу, який зібрався перед церквою Святої Марії у містечку Грей-Баддоу (Ессекс), і вирушив на Лондон. Перед столицею Строу об'єднав свої сили з повстанцями з інших графств і став одним із керівників повстання загалом — поряд з Вотом Тайлером і Джоном Боллом. 14 червня він брав участь у зустрічі з королем Річардом II у Майл-Енду. Строу пред'явив монарху свої вимоги — скасувати кріпацтво та повинності вілланів, звільнити радників, що скомпрометували себе.
Переговори не мали жодних наслідків. Того ж вечора повстанці увірвалися у Тауер і вчинили розправу над своїми ворогами на вулицях Лондона. Строу очолював людей, які спалили будинок сера Роберта Гелза, скарбника, на той момент уже вбитого. Однак 15 червня під час нової зустрічі з королем Тайлера смертельно поранили; згідно з Жаном Фруассаром, повстанців після цього очолили Строу та Болл. Урядові війська здобули легку перемогу. Строу схопили у Лондоні та стратили без суду. Волсінгем включив у свою хроніку текст його «Сповіді» — зізнання, зробленого на допиті перед стратою. Строу розповідає, що повсталі планували «захопити короля, а всіх лицарів і феодалів, які були у почті, убити». Далі передбачалося, використовуючи ім'я Річарда II, встановити контроль над усією Англією, винищити баронів, лицарів і церковників (з духовенства мали залишитися лише жебручі ченці), встановити спільність майна та рівність, потім убити і монарха, а країну розділити на маленькі королівства у межах графств. Історики відзначають, що це найбільш радикальний варіант планів повстанців: ні Вот Тайлер, ні Джон Болл не збиралися вбивати короля, усуспільнювати майно та проводити децентралізацію влади. Дослідник Дмитро Петрушевський припустив, що програма, сформульована Строу, не була відома основній масі повсталих.

## Історична реальність
Історики не мають впевненості, що Строу існував насправді. Про цю людину пише, наприклад, відомий французький історик Столітньої війни Жан Фруассар, а також його молодший сучасник хроніст із Сент-Олбансу Томас Волсінгем, який підкреслює його важливу роль у повстанні. Однак, наприклад, їхній сучасник лестерський абат Генрі Найтонський стверджує, що Джек Строу — лише псевдонім. Інший хроніст із Сент-Олбансу Річард Фокс (пом. 1448), посилаючись на очевидців подій 1381 року, ототожнював Джека Строу з якимсь Джоном Тайлером з Дартфорда (Кент), який убив збирача податків на початку селянського обурення.
Дослідник Фрідріх Брі присвятив цій проблемі окрему статтю, опубліковану у 1906 році; він припустив, що Строу ніколи не існував і що під цим ім'ям могли ховатися в окремі моменти сам Вот Тайлер або інший ватажок повстанців Джон Ворв. Сучасні історики згодні у тому, що Джек, якщо він є реальною людиною, грав другорядну роль у повстанні порівняно з Тайлером.

## Пам'ять
Джек Строу з'являється у творах сучасних йому поетів — Джона Гауера («Голос волаючого») та Джеффрі Чосера («Кентерберійські оповідання»). Він став головним героєм п'єси «Життя та смерть Джека Строу», вперше поставленої у 1593 році у Лондоні, можливим автором якої був Джордж Піл), одним з персонажів поеми «Вот Тайлер», написаної у 1922 році радянським поетом Андрієм Глобою. Радянська дитяча письменниця Зінаїда Шишова зробила Строу центральним персонажем свого роману «Джек-Соломинка» (1943), він діє також у повісті Єремія Парнова «Під зливою багряною» (1988). Сучасний британський політик з лейбористської партії Джон Вайтекер Стро взяв собі ім'я Джек на згадку про керівника повстання.